# マシラグモ
マシラグモ（猿蜘蛛）は、節足動物門クモ形綱真正クモ目マシラグモ科に属するクモ類である。
マシラグモ科（Leptonetidae）は、ごく小さなクモ類であり、日本ではマシラグモ属（Leptoneta）のものが多数種生息している。体長2 - 3 mm、楕円形の頭胸部と楕円形の腹部は白っぽく、足は細長く、ユウレイグモの小さいの、といった姿である。はっきりとした特徴は、目の配列である。眼の数は6個で、前方に2個が接してならび、その後方外側に2個がほぼ接しており、それらから離れて後ろに2個が中央に接してならぶ。まとめてみると、前方に4個がやや弧を描き、後方に2個、ということになる。この様な配列は他にはない。ただし、いくつかの眼が退化傾向にある種もある。
主に洞窟性で、洞窟ごとに部分的形態が異なるが、洞窟以外にも落葉層に見られる。湿った暗い場所に生息し、小さなシート状の網を張る。